# Werner Delle Karth
Werner Delle Karth (* 18. Mai 1941 in Innsbruck) ist ein ehemaliger österreichischer Bobfahrer, Bobtrainer und Bobfunktionär. 

## Karriere
Delle Karth wurde 1972 als Pilot Dritter der Bob-Europameisterschaften. Er gewann zwei Medaillen bei den FIBT-Weltmeisterschaften im Viererbob-Wettbewerb gemeinsam mit seinem Bruder Walter Delle Karth sowie Hans Eichinger und Fritz Sperling: Silber 1973 in Lake Placid und Bronze 1974 in St. Moritz. Er nahm an zwei Olympischen Winterspielen teil und erreichte dabei als bestes Resultat im Viererbob-Wettbewerb einen 6. Platz bei den Olympischen Winterspielen in Innsbruck 1976.
Nach Beendigung seiner aktiven Laufbahn als Sportler 1978 war er als Trainer tätig, zunächst von 1983 bis 1988 in Kanada. Nach den olympischen Winterspielen von Calgary 1988 ging er nach Österreich. Bei den Olympischen Winterspielen 1992 von Albertville gewann der von Delle Karth betreute Viererbob Ingo Appelt/Gerhard Haidacher/Harald Winkler/Thomas Schroll die Goldmedaille.
Von 1999 bis zu seinem Ruhestand 2010 war Delle Karth als Generalsekretär des Österreichischen Bob- und Skeletonverbands tätig. 

### Motorsport
Werner Delle Karth nahm von 1965 bis 1967, ebenso wie sein Bruder Dieter, an einigen österreichischen Berg- und Rundstreckenrennen mit einem Austin Mini Cooper S teil. Belegt ist ein 3. Platz beim Gaisbergrennen 1965 in der Klasse der Tourenwagen bis 1300 cm³. 

## Familie
Delle Karths Vater Walter Delle Karth war ein nordischer Skisportler. Ein weiterer Bruder, Dieter, war ebenfalls Bobfahrer und belegte bei den Olympischen Spielen in Innsbruck 1976 den 6. Platz im Zweierbob. Außerdem ist einer seiner Söhne, Nico, ein professioneller Segler, der mit Nikolaus Resch als Vorschoter Platz 1 der Weltrangliste in der 49er Klasse belegte, an vier Olympischen Sommerspielen teilnahm und 2012 in London den vierten Platz erreichte. Delle Karths älterer Sohn Jörg war Berufspilot und verunglückte bei einem Hubschraubereinsatz in Gabun 2012 tödlich.